# Virginia Brooks
Virginia Brooks (1886–1929) fou una sufragista i escriptora feminista estatunidenca de l'àrea de Chicago. Va escriure dos llibres, Little Lost Sister (1914) i My Battles with Vice (1915).

## Biografia
Brooks nasqué l'11 de gener del 1886 a Chicago, filla d'Oliver H. Brooks i Flora P. Quan començà el seu activisme polític va conéixer Anada B. Wells, una sufragista, periodista, feminista i dirigent del moviment pels drets civils dels afroamericans. Juntes fundaren el club Alpha Suffrage (ASC), que treballava pel dret al vot de les dones afroamericanes. El primer assoliment de l'ASC fou aconseguir diners per a enviar Wells a Washington, DC, a participar en una marxa de sufragistes, en nom del club.
Brooks es traslladà a West Hammond (Illinois), després d'heretar un terreny per part del seu pare. Començà a lluitar pels drets de la gran població d'immigrants que hi habitaven. L'arribaren a anomenar la "Joana d'Arc" de West Hammond pels seus incansables esforços. Un dels seus primers moviments fou una campanya contra la transició de l'estatus de West Hammond de poble a ciutat el 1911. El seu lema per a la reforma era: "Vote per un poble. No es pot fer una ciutat honesta d'un poble deshonest. Netege'l primer." La campanya fou un fracàs, però el poble es va convertir en un santuari en part gràcies al seu treball. West Hammond finalment esdevingué Calumet City al 1923.
En els seus darrers anys, Brooks viatjà a Portland amb el seu fill. Va morir el 15 de juny del 1929.